# Maximilian von Montgelas
Maximilian Josef, conte von Montgelas (Monaco di Baviera, 12 settembre 1759 – Monaco di Baviera, 14 giugno 1838) è stato un politico tedesco, primo ministro della Baviera dal 1799 al 1817.

## Biografia
Apparteneva a una nobile famiglia di origine savoiarda.
Fu segretario di Massimiliano Giuseppe di Baviera e, quando questi divenne principe elettore, fu nominato capo del governo (1799).
Promosse una politica volta alla modernizzazione del paese, abolendo i privilegi feudali, secolarizzando i beni ecclesiastici, riformando l'amministrazione dello stato in senso unitario e accentrato.
Per ridurre l'influenza della Chiesa cattolica nella cultura e nella politica bavarese, estese i diritti civili ai protestanti e concesse alcuni diritti alle comunità ebraiche della Baviera.
Abolì la tortura, introdusse l'istruzione obbligatoria gratuita, il servizio militare obbligatorio e le vaccinazioni obbligatorie.
In politica estera, cercò di emanciparsi dall'Austria e di legarsi alla Francia napoleonica, ottenendo per l'elettorato di Baviera l'erezione a regno (1805).
Nel 1808 fece emanare la prima legge fondamentale moderna della Baviera.
Sostenitore dell'indipendenza bavarese, Montgelas fu costretto a dimettersi nel 1817 dal principe Ludovico, fautore del movimento nazionale tedesco.